# Gnosis (mosaicista)

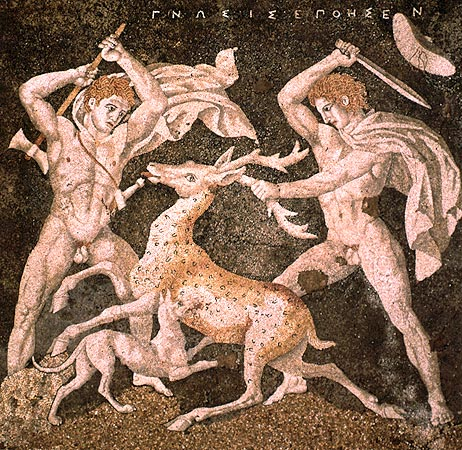
Mosaico della caccia al cervo

Gnosi in greco: Γνῶσις (fl. intorno al 300 a.C.) fu un mosaicista greco antico.

## Biografia
Di lui non si conosce nulla se non la firma ritrovata sul famoso mosaico della caccia al cervo dalla "Casa del rapimento di Elena" a Pella, capitale del Regno di Macedonia. È la prima firma conosciuta ("Gnosis epoesen", cioè creato da Gnosi) di un mosaicista e l'unico nome d'artista sopravvissuto su un pavimento di ciottoli. Non si sa se Gnosi sia stato l'incastonatore o il pittore del quadro che probabilmente è stato riprodotto nella composizione del pavimento. Inoltre non è noto se fosse un artista locale o immigrato alla corte macedone. Nel mosaico di Pella per la prima volta si utilizzano, oltre ai ciottoli, nuovi materiali come pietre semipreziose o tessere di vetro.